# Збручский культовый центр
Збручский культовый центр — археологический комплекс IX—XIII веков, расположенный на правом берегу реки Збруч в Тернопольской области Украины, на территории заповедника «Медоборы».
На территории комплекса располагалось несколько языческих святилищ, посёлки и могильник. Центр являлся одним из последних языческих святилищ в Древнерусском государстве. Судя по данным раскопок, именно на территории збручского культового центра был установлен ранее найденный неподалёку Збручский идол.
Храмовый центр на Збруче по размерам, планировке и находкам вполне сопоставим с Арконой на острове Рюген, Шлежей (Шлонже) в Силезии, святилищами в Свентокшиских горах Польши (Лысая Гора, Гродова Гора, Дембно, Добжешуво).
Комплекс обнаружен в 1984 году Прикарпатской экспедицией Института археологии АН СССР.
Историк Максим Жих связывает рассказ аль-Масуди о славянских языческих храмах с крупным языческим славянским религиозным центром с городищами-святилищами Богит, Звенигород и Говда, который существовал в Прикарпатье.

## История
Збручский культовый центр возник в густых лесах на берегу Збруча в конце Х — начале XI вв, в период массового крещения населения Киевской Руси. Не исключено, что сюда стекались как верующие в языческих богов люди, так и жрецы из разрушаемых святилищ. Вещи, найденные на территории жертвенных комплексов, происходят из разных местностей Южной Руси, что свидетельствует о том, что центр был весьма значимым и известным местом поклонения языческим богам. На территории центра найдены небольшие кельи-жилища, предназначенные для постоянного проживания служителей культа — жрецов.
Ряд исследователей[кто?] полагает, что святилища на Збруче взяли на себя функции главного языческого святилища, основанного Владимиром Великим в 980 году и позже разрушенного им же в 988 при крещении Руси.
Збручский культовый центр прекратил существование приблизительно в XIII веке. Не исключено, что причиной этому послужило татаро-монгольское нашествие, хотя болоховцы добровольно перешли на сторону татар. При этом каменные идолы, находившиеся в святилищах, были спрятаны от захватчиков в реке.
По другой версии культовый центр был разрушен в рамках борьбы с язычеством, а идолы были сброшены в реку (так поступили с идолами в 988 году при разрушении киевского святилища).
Ещё по одной версии центр был разрушен во время покорения Данилой Галицким Болоховской земли.

## Состав культового центра
Збручский центр имел сложную структуру и состоял из трёх городков-святилищ на правом берегу Збруча (Бохит, Звенигород, Говда) и, возможно, одного святилища на левом берегу (Иванковцы, урочище Замчище).
Также рядом с ними располагались не менее десяти посёлков и могильник.